# گری وست (دوچرخه‌سوار)
گری وست (انگلیسی: Gary West; ۸ ژوئن ۱۹۶۰ – ۲۰ اوت ۲۰۱۷) دوچرخه‌سوار اهل استرالیا بود.
وی در مسابقات کشوری و بین‌المللی در مجموع برندهٔ ۱ مدال طلا شده‌است.